# Parque de Doña Casilda de Iturrizar
Parque de Doña Casilda de Iturrizar är en park i Spanien.   Den ligger i provinsen Bizkaia och regionen Baskien, i den norra delen av landet, 300 km norr om huvudstaden Madrid. Parque de Doña Casilda de Iturrizar ligger 14 meter över havet.
Terrängen runt Parque de Doña Casilda de Iturrizar är huvudsakligen kuperad, men åt nordväst är den platt.Runt Parque de Doña Casilda de Iturrizar är det tätbefolkat, med 881 invånare per kvadratkilometer. Närmaste större samhälle är Bilbao, 1,3 km öster om Parque de Doña Casilda de Iturrizar. I omgivningarna runt Parque de Doña Casilda de Iturrizar växer i huvudsak blandskog.